# Almirante Lazarev (1872)
Almirante Lazarev (ruso: Адмирал Лазарев) fue el primer buque de su clase de monitores construidos para la Armada Imperial Rusa a finales de la década de 1860. Una vez terminado, fue asignado a la Flota del Báltico, donde permaneció durante toda su carrera. Aparte de una colisión accidental en 1871, su servicio fue tranquilo. En 1892 fue reclasificado como acorazado de defensa costera y a menudo sirvió como buque escuela. En 1910 se propuso, sin éxito, convertirlo en portaaviones. El Almirante Lazarev fue eliminado de la Lista Naval de buques en servicio en 1907 y vendido para desguace en 1912. Ese mismo año se hundió mientras era remolcado a Alemania.

## Hundimiento
El Almirante Lazarev fue vendido a desguazadores alemanes y se hundió en el mar Báltico en octubre de 1912 mientras era remolcado.